# Mark Bowen
Mark Rosslyn Bowen (* 7. Dezember 1963 in Neath) ist ein ehemaliger walisischer Fußballspieler.

## Karriere

### Verein
Seinen ersten Vertrag unterschrieb er 1981 bei Tottenham Hotspur. Der Verein spielte in der höchsten Liga des Landes, der Football League First Division. Für den Verein absolvierte er 17 Erstligaspiele. 1987 wechselte er zum Ligakonkurrenten Norwich City. Am Ende der Saison 1994/95 stieg der Verein in die Football League First Division ab. Für den Verein absolvierte er 320 Ligaspiele. 1996 wechselte er zum Erstligisten West Ham United. Für West Ham absolvierte er 17 Erstligaspiele. 1997 wechselte er zum japanischen Verein Shimizu S-Pulse. Danach spielte er bei Charlton Athletic, Wigan Athletic und FC Reading. Ende 1999 beendete er seine Karriere als Fußballspieler.

### Nationalmannschaft
Im Jahr 1986 debütierte Bowen für die walisische Fußballnationalmannschaft. Er hat insgesamt 41 Länderspiele für Wales bestritten.